# Bâtiment situé 18 Obilićev venac à Niš
Le bâtiment situé 18 Obilićev venac à Niš (en serbe cyrillique : Зграда у Ул. Обилићев венац 18 у Нишу ; en serbe latin : Zgrada u Ul. Obilićev venac 18 u Nišu) se trouve à Niš, dans la municipalité de Medijana et dans le district de Nišava, en Serbie. Il est inscrit sur la liste des monuments culturels protégés de la république de Serbie (identifiant no SK 466),,.

## Présentation
Le bâtiment, situé 18 Obilićev venac, a été construit en 1920 pour le « Crédit de Niš » (en serbe : Niški kreditni zavod) qui a changé de nom et est devenu la « Banque de la Morava méridionale » (en serbe : Južnomoravska banka). Il a été édifié dans un style néo-baroque avec une décoration néo-classique.
La partie centrale de la façade sur l'Obilićev venac est dominée par une tour horloge ; cette partie centrale, où se trouve le portail d'entrée, est ornée d'une fenêtre ouvrant sur un balcon et surmontée d'un tympan triangulaire. Elle divise la façade sur rue en deux parties symétriques.
Le bâtiment a été rénové en 1935 et, après des travaux d'adaptation, deux espaces de vente se sont installés au rez-de-chaussée et deux appartements à l'étage ; il a été utilisé pour le logement de 1935 à 1979.

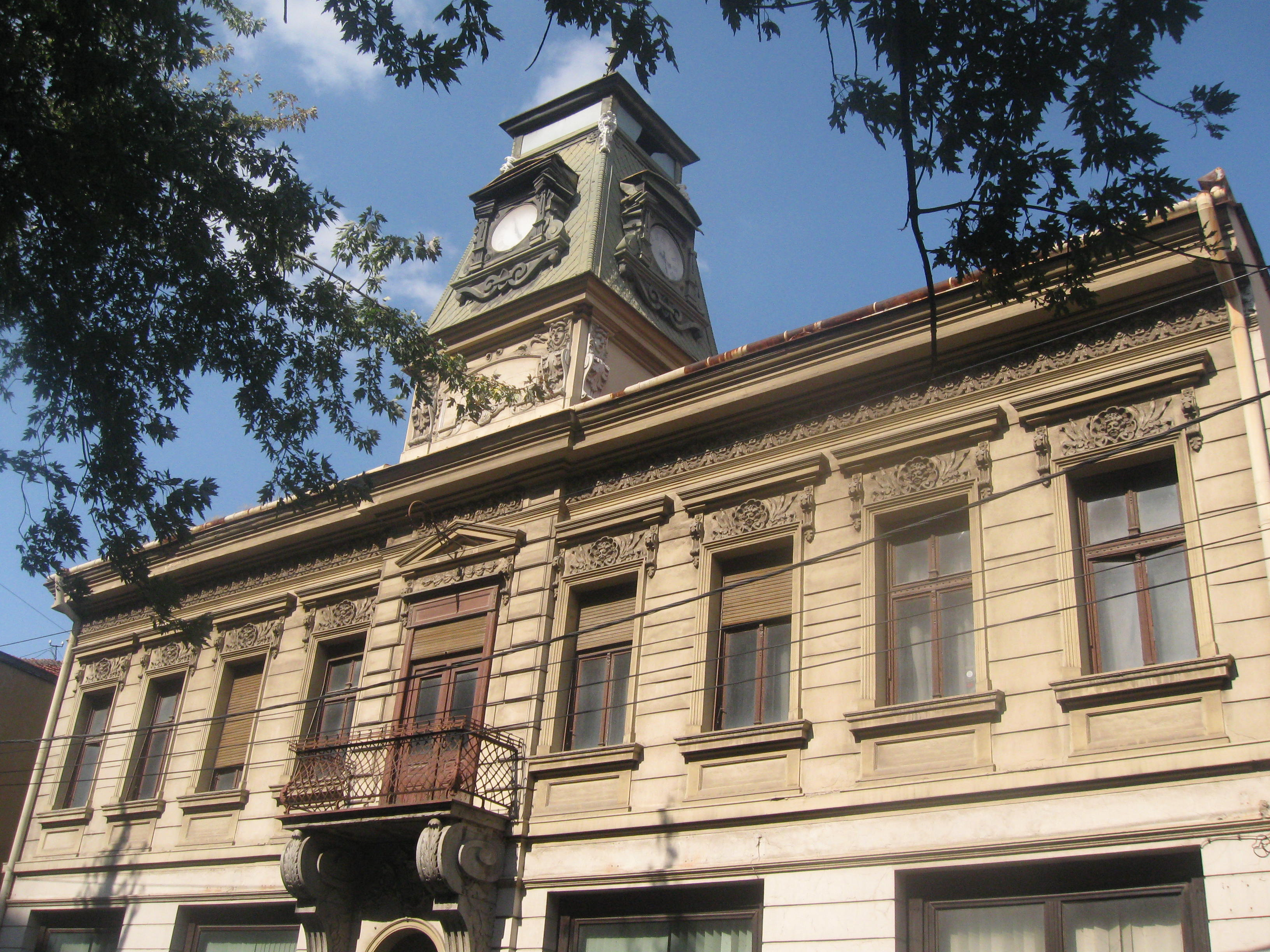
Autre vue du bâtiment.